# De jacht op de komeet
De jacht op de komeet is een hoorspel van Ray Bradbury. Leviathan 99 dateert van 1966 en werd, na in Amerika door de NBC afgewezen te zijn, op 3 mei 1968 door de BBC uitgezonden; op 20 maart 1969 volgde een uitzending door de Hessischer Rundfunk. Coos Mulder vertaalde het en de KRO zond het uit in het programma  Dinsdagavondtheater op dinsdag 18 januari 1972. De regisseur was Léon Povel. Het hoorspel duurde 69 minuten.

## Rolbezetting
- Hans Karsenbarg (Ismael)
- Jan Borkus (Quell)
- Frans Somers (Redleigh)
- Hans Veerman (de kapitein)
- Paul Deen (Rogers)
- Nina Bergsma, Hein Boele, Willy Brill, Maarten Kapteijn, Frans Vasen & Jan Verkoren (verdere medewerkenden)

## Inhoud
De waanzinnige jacht van een heelalkapitein op een reuzenkomeet, waarvan de straal hem eertijds blind heeft gemaakt. Decennia geleden had Leviathan, die toen langs de aarde voorbijvloog, hem niet alleen van het licht der ogen beroofd, maar ook zijn ziel uitgebrand. Bezeten door zijn waan, dit monster ten val te brengen, schaart hij als werktuig voor zijn wraakgedachte een bizar team van grillig-groteske kinderen van het heelal om zich heen, onder wie Ismael, die in het heelal geboren werd en die weer naar de sterren gedreven wordt. Tijdens de eindeloze reis door de nacht blijft de blinde kapitein onzichtbaar in zijn kajuit, rusteloos en raadselachtig. Met een radarprothese als vervangmiddel voor zijn verloren licht der ogen zoekt hij, niet van de wijs te brengen, de weg naar zijn doel, de Zeepaardnevel, van waar een licht straalt dat helderder is dan elk ander licht. Pas als de Cetus 7 reeds dicht bij het doel is, maakt hij aan het team zijn plan bekend. Nu kan niets hem nog van zijn koers doen afwijken…